# Clovis Fernandes

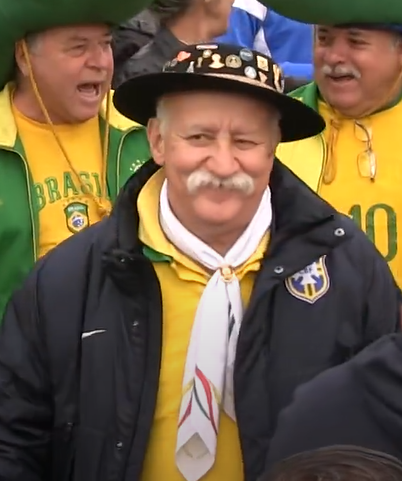
Clovis Fernandes, 2015

Clóvis Acosta Fernandes (* 4. Oktober 1954 in Cruz Alta, Rio Grande do Sul; † 16. September 2015 in Porto Alegre) war ein brasilianischer Fußballfan, der als „Gaúcho da Copa“ bekannt war.
Clovis Fernandes war ein Geschäftsmann aus Porto Alegre im Süden Brasiliens. Er hatte seit seinem Auslandsbesuch anlässlich der Fußball-Weltmeisterschaft mit seiner brasilianischen Nationalmannschaft in Italien 1990 bereits mehr als 150 Spiele der Nationalmannschaft besucht und war dabei in über 30 Ländern. Er selbst bezeichnete sich scherzhaft als „12. Spieler“. Sein Markenzeichen war eine Nachbildung des FIFA-WM-Pokals, die er stets bei sich trug.
Anfang der 1990er Jahre gründete er die Fangemeinde „Gaúchos na Copa“. In Südamerika bereits bekannt, erlangte er große internationale Bekanntheit nach dem Halbfinale der Fußball-Weltmeisterschaft 2014 zwischen Brasilien und Deutschland. Nach der Niederlage wurde er weinend mit dem Pokal in den Armen fotografiert. Dieses Bild als „traurigster Fan Brasiliens“ wurde von vielen internationalen Medien als Sinnbild für die historische 1:7-Niederlage Brasiliens in diesem Halbfinale gesehen. Nach dem Spiel schenkte er seinen Pokal, den er jahrelang zu jedem Spiel mitnahm, einem deutschen Fan, erhielt ihn jedoch zum nächsten Spiel wieder zurück. Markus Lanz stellte Clovis Fernandes in seiner ZDF-Sendung Menschen 2014 vor.
Ein Jahr später war er in Chile beim  Copa América 2015 dabei, wo er sich über das 2:1 seiner Mannschaft gegen Peru freuen konnte, Brasilien aber nicht über das Viertelfinale hinauskam. Am 16. September 2015 erlag Fernandes einem Krebsleiden.

## Presse
- Ron Ulrich: „Ich hoffe, dass Deutschland den Pokal in die Höhe reckt“. In: Der Tagesspiegel vom 11. Juli 2014
- Marina Farmbauer: Er verlor sein Herz im Mineirão. In: Frankfurter Allgemeine vom 27. Dezember 2014
- Christopher Hooton: ‚Saddest man in Brazil‘ actually quite chipper, gives German fan trophy and tells nation they deserve it. In: The Independent vom 9. Juli 2014 (englisch)
- Clovis Fernandes, Brazil’s 12th man, has a heart of gold. In: Deccan Chronicle, Indien, vom 10. Juli 2014 (englisch)